# Osmia pumila
Osmia pumila är en biart som beskrevs av Cresson 1864. Den ingår i släktet murarbin och familjen buksamlarbin. Inga underarter finns listade i Catalogue of Life.

## Beskrivning
Honan är blå med otydligt 4-tandade mandibler, delvis genomskinliga vingar som blir rökfärgade i ytterdelarna, övervägande svarta ben samt till största delen vit behåring som på ovansidan av huvudet och mellankroppen är gulvit. Även bakkroppen är vithårig, även om behåringen på ryggsidan av tergiterna 2 till 5 är mycket kort och gles. Hanen är blågrön, med 2-tandade mandibler, genomskinliga vingar utan honans rökfärgade ytterkanter, svarta ben med metallglans på de nedre delarna, och samma behåring som honan, dock med kraftigare behåring på större delen av ansiktet. Honans kroppslängd är omkring 8 mm, hanens 7 till 8 mm.

## Utbredning
Utbredningsområdet sträcker sig från Minnesota i USA till Quebec i östra Kanada, och söderut via New England till Georgia.

## Ekologi
Arten är polylektisk, den hämtar pollen från blommande växter ur många familjer, framför allt ärtväxter och rosväxter, men också oleanderväxter, ljungväxter, korgblommiga växter, desmeknoppsväxter, berberisväxter, korsblommiga växter, kaprifolväxter, havtornsväxter, näveväxter, strävbladiga växter, harsyreväxter, videväxter och violväxter. Den kan dessutom besöka nattljusarter (ur dunörtsväxter) för bomaterial och nektar, men inte pollen. Flygtiden varar från april till juli.
Som alla murarbin är arten solitär, honan svarar ensam för omhändertagandet av avkomman. Hon konstruerar bona i redan befintliga hål i grenar eller trästockar, där hon bygger rader med larvceller av tuggat växtmaterial, framför allt från nattljusarter. Cellerna fylls med näring till den blivande larven i form av pollen och nektar, innan honan lägger ett ägg i varje cell. Det händer att cellerna parasiteras av boparasiten Sapyga centrata, en geting vars hona lägger ett ägg i den yttersta larvcellen i varje rad. Getinglarven dödar och äter upp bilarven, och utvecklas sedan i cellen medan den lever av den insamlade näringen.